# Алис Вилсон
Алис Евелин Вилсон (Кобург, 26. август 1881 – Отава, 15. април 1964) била је прва жена геолог у Канади. Њене научне студије о стенама и фосилима у региону Отаве између 1913. и 1963. представљају поштован извор знања.

## Младост
Вилсонова је рођена у Кобургу у Онтарију 1881. године. Њен отац је био др Џон Вилсон, професор класичних наука на Универзитету у Торонту. Од детињства је често била у природи током вожње кануом и камповања са оцем и два брата. Алисина рана фасцинација палеонтологијом такође је имала корене у њеном детињству, где је већ почела да сакупља фосиле из кречњака у близини свог дома. Ова страст према палеонтологији довела ју је до посла музејског асистента у оквиру палеонтолошког одељења Геолошког завода Канаде 1909. Путовања су изазвала њено интересовање за фосиле и проучавање геологије. Боравак напољу је такође помогао у побољшању њеног здравственог стања. Током њеног студија на колеџу, њена браћа су већ били признати стручњаци у својим областима геологије и математике.

## Каснији живот
Када је Алис напунила 20 година, донела је одлуку да упише класичне студије на Викторија колеџу у Торонту, желећи да постане учитељица. Остаје донекле неизвесно да ли је њен избор да настави са поучавањем био истинска лична преференција или резултат друштвених очекивања у то време. Према речима њеног блиског пријатеља Винстона Синклера, Алис се једном поверила да се током њене младости на подучавање често гледало као на друштвено најприхватљивији пут каријере за младе жене. Могуће је да је овај друштвени утицај одиграо улогу у њеној одлуци да уђе у наставничку професију.
По достизању старосне границе за обавезно пензионисање од 65 година, како су то налагали тадашњи закони, др Вилсон се нашла у јединственој ситуацији. Важно је напоменути да је њен одлазак довео до регрутовања пет особа да преузму задатке које је обављала. Међутим, чак и у пензији, њена посвећеност послу и њен осећај за авантуру остали су несмањени. Занимљиво, упркос званичном пензионисању, др Вилсон је наставила да доприноси својом стручношћу Геолошком заводу Канаде, волонтирајући без накнаде. Њена трајна посвећеност овој области је очигледна у њеној одлуци да остане ангажована у активностима везаним за геологију. Смисао за авантуру др Вилсон проширио се и изван њеног професионалног живота. Током година у пензији, кренула је на узбудљива путовања која су је одвела на различите дестинације. Отпутовала је у Бразил, где је истраживала дубине амазонске џунгле, а посетила је и Мексико како би активно учествовала на Међународном геолошком конгресу. Ове авантуре наглашавају њену страст за истраживањем и њену доживотну посвећеност области геологије.

## Изазови
Преовлађујућа политика у то време спречавала је жене, укључујући Вилсонову, да учествују на терену заједно са мушким колегама, ограничење које је трајало до 1970. Да би превазишла овај изазов, Вилсонова је предложила алтернативни приступ обављању теренског рада, успешно убеђујући Геолошки завод Канаде да јој да дозволу за соло истраживачке експедиције у релативно неистраженој долини Отава - Сен Лорен. Вилсонова је кренула у ове експедиције, истражујући терен пешке и бициклом да би проучавала геолошке формације. Када се суочила са одбијањем Геолошког завода Канаде да јој обезбеди аутомобил, што је уобичајено за мушкарце, она је самостално купила возило како би олакшала своје истраживачке подухвате.
Упркос томе што је била угледни геолог, Вилсонова је стално доживљавала непостизање унапређења само због њеног пола. Такође је наилазила на изазове у односима са колегама, често била искључена и наилазила на потешкоће у укључивању у пројекат. Њено образовно путовање се такође суочило са препрекама. Њена последња година универзитета је добила неочекивани преокрет када је тешки напад анемије утицао на њено здравље до те мере да није могла да заврши свој курс, што је довело до њеног прекида студија. Након периода опоравка који је трајао неколико година, започела је ново поглавље 1907. прихвативши позицију службеника на Универзитету у Торонту.

## Образовање
Године 1901. Вилсонова је почела да студира савремени језик и историју на Викторија колеџу у Торонту, првобитно намеравајући да буде наставник. Последњу годину студија није завршила због здравствених проблема; патила је од анемије и морала је да одустане, али је наставила школовање након опоравка. На крају је завршила много година касније, 1911. Упркос томе што је имала право да докторира 1915. године, Вилсоновој је више пута ускраћено плаћено одсуство у Геолошком заводу Канаде, иако је завод у то време одобравао плаћена одсуства. Њен директни шеф из 1920. године, Едвард М. Киндл, подржавао је Алис и желео је да она узме одсуство и заврши докторат, иако су други на руководећим позицијама у заводу то мање одобравали. Седам година Вилсонова је истрајала и коначно је добила стипендију Канадске федерације универзитетских жена 1926. Чак и тада, Геолошки завод Канаде се противио њеном одласку. Након лобирања Канадске федерације универзитетских жена, Вилсоновој је одобрено одсуство и дипломирала је 1929. у 48. години на Универзитету у Чикагу са докторатом из геологије.

## Каријера
Године 1907. Вилсонова је започела своју каријеру у музеју Универзитета у Торонту на одсеку за минералогију, иако није добила диплому. Године 1909. запослила се као асистент у Меморијалном музеју Викторије, а затим је постала квалификована и преузела привремену позицију службеника у Геолошком заводу Канаде, чије је седиште било у Викторијином меморијалном музеју у Отави. Њено претходно образовање изучавања језика касније ће се показати корисним када је Перси Рејмонд од ње затражио да преведе део Палеонтолошког уџбеника Карла Алфреда фон Зитела са немачког на енглески. По повратку 1911. добила је сталну позицију у заводу, осим што јој и даље није било дозвољено да учествује у теренским студијама заједно са својим мушким вршњацима. Ова политика је промењена 1970.
Пре одласка колеге Персија Рејмонда написала је два чланка, од којих су оба забележила нове врсте животиња. Односно, нови бранхиопод, а затим шкољка. Вилсонова се након тога суочила са значајним потешкоћама да се укључи у рад својих колега.
Године 1916, током Првог светског рата, Алисино место рада, Викторијин меморијални музеј, затворено је и поново заузето као ратни парламент. За то време, Вилсонова је финансирала своје пројекте сопственим новцем, проучавајући компаративну анатомију и биологију мора на Лонг Ајленду у Њујорку. Касније је Вилсонова учествовала у ратним напорима на домаћем фронту, придруживши се канадском еквиваленту Женске копнене војске. На крају рата 1920. Вилсонова се вратила у Викторијин меморијални музеј, сада радећи као помоћник палеонтолога. Касније ће бити унапређена у сарадника геолога, 1940.
У Геолошком заводу Канаде нису дозвољавали женама да раде заједно са мушкарцима током теренског рада. Тако је Вилсонова створила сопствену локацију и радила теренски рад на локалним локацијама у области Отаве, да би на крају мапирала преко 14.000 км2 низије Отава - Сен Лорен потпуно самостално. Педесет година проучавала је то подручје пешке, бициклом и на крају аутомобилом. Геолошки завод Канаде је објавио резултате њеног теренског рада 1946. године, а њена Геологија низије Светог Лорена, Онтарија и Квебека била је прва већа геолошка публикација о овој области. Поред свеобухватне расправе о његовој геологији, Вилсонова је покрила економске ресурсе области, укључујући грађевински камен, песак, шљунак и воду за пиће. Вилсонова истраживања о стратиграфији и палеонтологији бескичмењака палеозојских слојева источне Канаде била су значајна, иако је њен допринос овој области добио признање тек након њеног пензионисања. У Онтарију, њен фокус је био на фосилима бескичмењака током ордовицијског периода, посебно на седиментима и фосилима у долини Отаве. У Стеновитим планинама и на Арктику, Вилсонова је проучавала ордовицијску фауну. Током Велике кризе, међутим, Вилсонова је морала да промени фокус са ордовицијских на девонске стене, како би задовољила растућу потражњу за нафтом у западној Канади. Један од њених задатака био је да идентификује и категорише све палеозојске бескичмењаке. Као резултат тога, Вилсонова је наручила Националну типску колекцију фосила — међународно признату референтну колекцију.
Од 1948. до 1958. Вилсонова је била предавач палеонтологије на Карлтон колеџу (касније Универзитет Карлтон). Карлтон је признао Вилсонову и као геолога и као инспиративног учитеља са почасном дипломом 1960. Вилсонова је такође радила на томе да геологију приближи широј јавности. Написала је књигу за децу, Земља под нашим ногама, која је имала за циљ да подстакне шире знање и интересовање за науку за коју је била толико страствена.
Њен рад на истраживању геологије и палеонтологије у области Корнвола, Онтарија и низије Сен Лорен био је важан за стварање канала Сен Лорен који је изграђен 1954. године.
Вилсонова је постала цењени члан Геолошког завода Канаде и била је ментор многим младим геолозима кроз своја предавања, излете, публикације и музејске изложбе. Међутим, њене колеге нису је називале „докторком“ све до 1945. — 16 година након што је докторирала. Пензионисала се две године касније, са 65 година, иако је пет нових радника било потребно да раде исту количину посла као Вилсонова. Међутим, задржала је своју канцеларију у заводу и наставила свој посао без обзира што није била плаћена, до своје смрти 1964.

## Смрт
Алис Вилсон је умрла у Отави 15. априла 1964. године.

## Награде и доприноси
Вилсонова је била прва жена геолог коју је ангажовао Геолошки завод Канаде (1909); једна од прве две жене изабране за члана Краљевског канадског географског друштва (1930); прва Канађанка која је примљена у Геолошко друштво Америке (1936); и прва жена чланица Краљевског друштва Канаде (1938).
Године 1935, када је влада Р. Б. Бенета тражила да ода почаст жени у савезној државној служби, Вилсонова је изабрана да постане члан Реда Британске империје.
Године 1991. Краљевско друштво Канаде је установило Награду Алис Вилсон за нове научнике. Вилсонова је 2005. примљена у Кућу славних канадске науке и инжењерства.
Влада Канаде је 18. октобра 2018. године поставила  плочу у част Вислоновој, препознајући је као „особу од националног историјског значаја у Канадском музеју природе“.

## Одабране публикације
- „An Upper Ordovician Fauna from the Rocky Mountains, British Columbia” (PDF). Contributions to Canadian Palaeontology. Geological Survey of Canada: 1—34. 25. 11. 1926. doi:10.4095/299082.[мртва веза]
- Wilson, A. E. (1946). Geology of the Ottawa-St. Lawrence lowland, Ontario and Quebec. Ottawa: Canada Department of Mines and Resources. doi:10.4095/101632 .
- Gastropoda and Conularida of the Ottawa formation of the Ottawa-St. Lawrence lowland (PDF). Ottawa: Geological Survey of Canada. 1951. Архивирано из оригинала (PDF) 27. 2. 2016. г.